# Ingo von Münch
Ingo von Münch (* 26. Dezember 1932 in Berlin) ist ein deutscher Jurist, Publizist und Politiker (FDP). Er ist emeritierter Professor für Staats-, Verwaltungs- und Völkerrecht der Universität Hamburg und machte sich unter anderem als Grundgesetzkommentator einen Namen. Von 1985 bis 1987 war von Münch Landesvorsitzender der FDP Hamburg, anschließend bis 1991 Zweiter Bürgermeister sowie Senator für Wissenschaft und Kultur von Hamburg.

## Leben
Ingo von Münch entstammt der evangelischen Offiziersfamilie von Münch. Sein Vater war der Oberst Waldemar von Münch (1884–1966), seine Mutter war Marie Auguste Frieda von Münch, geb. Koch von Hernhaussen (1893–1953). Nach dem Abitur am (später so genannten) Ratsgymnasium Goslar absolvierte von Münch 1951–1954 ein rechtswissenschaftliches Studium als Werkstudent an der Goethe-Universität Frankfurt am Main und der Deutschen Hochschule für Verwaltungswissenschaften Speyer. 1958 wurde er zum Dr. jur. promoviert. 1963 habilitierte er sich an der Universität Frankfurt mit der Schrift Das völkerrechtliche Delikt in der modernen Entwicklung der Völkerrechtsgemeinschaft.
Zunächst lehrte von Münch ab 1963 als Privatdozent an der Universität Frankfurt, von 1965 bis 1973 dann als ordentlicher Professor für Öffentliches Recht an der Ruhr-Universität Bochum. Danach erhielt er einen Ruf auf eine Professur für Staats-, Verwaltungs- und Völkerrecht an der Universität Hamburg, wo er von 1973 bis zur Emeritierung 1998 den Lehrstuhl innehatte. Daneben war er ein Direktor des Hamburger Instituts für internationale Angelegenheiten.
Im Jahr 1985 übernahm von Münch, der den Freidemokraten seit 1968 angehört, den Vorsitz des Landesverbandes Hamburg der FDP und behielt ihn bis zu seiner Ernennung zum Senator 1987. Von Mai 1986 bis November 1991 gehörte er auch dem FDP-Bundesvorstand an. Er führte die Liberalen bei den Wahlen vom 17. Mai 1987 nach neunjähriger Abstinenz zurück in die Hamburgische Bürgerschaft. Vom 2. September 1987 bis zum 26. Juni 1991 war er Senator für Wissenschaft und Kultur sowie Zweiter Bürgermeister der Freien und Hansestadt Hamburg in den sozialliberalen Senaten von Dohnanyi IV und Voscherau I. In dieser Zeit ruhten sein Bürgerschaftsmandat und seine Lehrtätigkeit an der Universität. Seinem Engagement als Kultursenator im Bereich des Denkmalschutzes ist, gegen Pläne des Koalitionspartners SPD, u. a. der Erhalt zentraler Barockbauten in der Hamburger Neustadt zu verdanken, wobei ihm seine Studenten halfen, indem sie eine Hausbesetzung organisierten. Er hat gegen Widerstände in der FDP und SPD die Gründung des Museums der Arbeit im Senat durchgesetzt. Nachdem die Hamburger SPD bei der Bürgerschaftswahl 1991 die absolute Mehrheit der Sitze errungen hatte und die FDP nicht mehr für die Regierungsbildung benötigt wurde, schied von Münch nicht nur aus dem Senat aus, sondern verzichtete auch auf sein Bürgerschaftsmandat.
Nach der deutschen Wiedervereinigung übernahm von Münch von 1991 bis 1993 einen Lehrauftrag an der Universität Rostock. Von 1992 bis 1995 versah er auch das Amt eines Richters am Staatsgerichtshof der Freien Hansestadt Bremen. Zwischen 1995 und 2001 lehrte er als Gastprofessor in Australien, Frankreich, Neuseeland, Südafrika und in den USA.
Von Münch ist neben Philip Kunig seit 1974 Mitherausgeber des „gelben“ Grundgesetz-Kommentars.
Von 1973 bis 1977 war er Mitglied im Kuratorium der Friedrich-Naumann-Stiftung, von 1985 bis 1987 war er darüber hinaus Stellvertretender Vorsitzender des Vorstandes. In den Jahren 1986/87 war er Vorsitzender des Auswahlausschusses der Begabtenförderung der Stiftung.
Ingo von Münch heiratete 1963 Eva-Marie Winterhager, die wie er in Jura promovierte. Er hat zwei Söhne: Der ältere Ferdinand ging in die USA, der jüngere und 1971 in Essen geborene Maximilian wurde Richter am Sozialgericht in Lüneburg.

## Rezeption
Der Historiker Rudolf Lill schrieb in der Frankfurter Allgemeinen Zeitung (FAZ) anlässlich von Münchs Geschichte vor Gericht – Der Fall Engel, in dem dieser das erstinstanzliche Urteil gegen den ehemaligen SS-Kommandeur von Genua, Friedrich Engel, wegen des Massakers am Turchino-Pass scharf kritisierte, dass diejenigen Historiker und Publizisten, die das „Verhalten der Wehrmacht in Italien pauschal“ verurteilten, nicht objektiver seien als die, welche bis in die siebziger Jahre hinein die Legende vom „sauberen Italien-Krieg“ verbreitet hatten. Engel war in Italien in Abwesenheit wegen 249-fachen Mordes verurteilt worden. Der daraufhin in Deutschland angestrengte Prozess endete in Hamburg mit einer Verurteilung zu sieben Jahren Haft, da einerseits Geiselerschießungen zwar damals gewohnheitsrechtlich erlaubt gewesen waren, andererseits aber die konkrete Durchführung die „Humanitätsschranke“ verletzt habe. Der Bundesgerichtshof hob das Urteil auf und stellte das Verfahren unter anderem wegen des hohen Alters des Angeklagten ein, Engel war mittlerweile 95 Jahre alt.
Der Historiker Christoph Kleßmann befand zu von Münchs Werk „Frau, komm!“ Die Massenvergewaltigungen deutscher Frauen und Mädchen 1944/45, dass der Autor sich eindeutig überhoben habe. Die präsentierten Dokumente seien allesamt seit langem und durch zahlreiche Publikationen bekannt, Münch zitiere sie ausgiebig, ohne ihnen neue Erkenntnisse oder gar eine Kontextualisierung hinzuzufügen. Zudem vergälle die Veröffentlichung in einem Verlag von „zweifelhaftem Renommee“ gänzlich die Lektüre. Der Ares-Verlag veröffentlicht rechtskonservative Literatur, darunter auch Werke von Autoren, die der Neuen Rechten zugeordnet werden.

## Auszeichnungen
- 1993: Emil-von-Sauer-Preis des Hamburgischen Anwaltvereins
- 1994: Ehrendoktorwürde der Universität Rostock
- 1999: Pro bene merito-Medaille der Universität Stellenbosch
- 2014: Kulturpreis der Landsmannschaft Ostpreußen

## Schriften (Auswahl)
- Das völkerrechtliche Delikt in der modernen Entwicklungen der Völkerrechtsgemeinschaft. 1963.
- als Mithrsg.: Ferdinand Matthey, Ingo Münch (Hrsg.): Entwicklung der Berlin-Frage. De Gruyter, Berlin 1972, ISBN 3-11-003931-1 (degruyter.com [abgerufen am 12. Mai 2024]).
- als Hrsg.: Dokumente des geteilten Deutschland. Quellentexte zur Rechtslage des Deutschen Reiches, der Bundesrepublik Deutschland und der Deutschen Demokratischen Republik (= Kröners Taschenausgabe. Band 391/392). 2 Bände. Kröner, Stuttgart 1968–1974, ISBN 3-520-39201-1 (Band 2).
- als Hrsg.: Grundgesetz-Kommentar. 2. Auflage. 1981–1983.
- Völkerrecht. 2. Auflage. 1982.
- Grundbegriffe des Staatsrechts. 3. Auflage. 1984/1985.
- als Hrsg.: Besonderes Verwaltungsrecht. 7. Auflage. 1985.
- Promotion. Mohr Siebeck, Tübingen 2002, ISBN 3-16-147896-7.
- Geschichte vor Gericht. Der Fall Engel. Ellert & Richter, Hamburg 2004, ISBN 3-8319-0144-9.
- Die deutsche Staatsangehörigkeit. Vergangenheit – Gegenwart – Zukunft. De Gruyter Recht, Berlin 2007, ISBN 978-3-89949-433-4.
- „Frau, komm!“ Die Massenvergewaltigungen deutscher Frauen und Mädchen 1944/45. Ares, Graz 2009, ISBN 978-3-902475-78-7.
- Rechtspolitik und Rechtskultur: Kommentare zum Zustand der Bundesrepublik Deutschland. Berliner Wissenschafts-Verlag, Berlin 2011, ISBN 978-3-8305-1712-2.
- Gute Wissenschaft. Duncker & Humblot, Berlin 2012, ISBN 978-3-428-13952-1.
- (mit Georg Siebeck): Der Autor und sein Verlag. Mohr Siebeck, Tübingen 2013, ISBN 978-3-16-152790-6.
- Warum Rostock? Ingo von Münch und Rostock. Gesammelte Beiträge, Reden und Interviews aus den Jahren 1989 bis 2011 zu Rostock, seiner Universität und Fragen der jüngeren deutschen Geschichte überhaupt (= Rostocker Beiträge zu Gegenwartsfragen. Bd. 1). ß Verlag & Medien GbR, Rostock 2013, ISBN 978-3-940835-38-3.
- Meinungsfreiheit gegen Political Correctness. Duncker & Humblot, Berlin 2017, ISBN 978-3-428-15268-1.
- Die Krise der Medien. Duncker & Humblot, Berlin 2020, ISBN 978-3-428-18017-2.
- Gendersprache. Kampf oder Krampf? Duncker & Humblot, Berlin 2023, ISBN 978-3-428-18808-6.